# Pardosa pseudotorrentum
Pardosa pseudotorrentum är en spindelart som beskrevs av Miller och Jan Buchar 1972. Pardosa pseudotorrentum ingår i släktet Pardosa och familjen vargspindlar.
Artens utbredningsområde är Afghanistan. Inga underarter finns listade i Catalogue of Life.